# Underbelly: Razor
Underbelly: Razor es una serie de televisión dramática australiana conformado por 13 episodios, estrenada el 21 de agosto de 2011 por medio de la cadena Nine Network. La miniserie es la cuarta temporada de la serie Underbelly transmitida en el 2009.
La nueva temporada estará basada en el aclamado libro de Larry Writer y ganador del premio Ned Kelly, llamado Razor. El elenco de la nueva temporada se espera que sea revelado en el 2011. En marzo del mismo año se anunció al elenco de la serie.
La serie se establecerá en el Sídney de los años 1920, cuando el crimen organizado en Australia comenzó. La historia se centrará en la sangrienta batalla entre las prominentes reinas del crimen organizado Tilly Devine y su rival Kate Leigh.

## Historia
Todo comienza con la sangrienta batalla entre las prominentes reinas del crimen organizado Tilly Devine y su rival Kate Leigh.

## Personajes

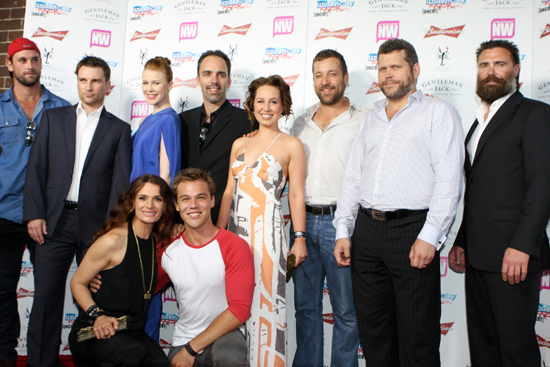
Parte del elenco de Underbelly: Razor en el lanzamiento del DVD de la serie en East Village Surry Hills, Australia.

| Actor                    | Personaje                       | Trabajo                            | N.º de Episodios |
| ------------------------ | ------------------------------- | ---------------------------------- | ---------------- |
| Chelsie Preston Crayford | Tilly Devine                    | Criminal, Madam y Enemiga de Kate  | 13               |
| Danielle Cormack         | Kate Leigh                      | Criminal, Madam y Enemiga de Tilly | 13               |
| Jack Campbell            | Jim "Big Jim" Devine            | Esposo de Tilly y Gánster          | 13               |
| Anna McGahan             | Nellie Cameron                  | Prostituta y Criminal              | 13               |
| Steve Le Marquand        | Tom Wickham                     | Sargento del Escuadrón Antidrogas  | 12               |
| Craig Hall               | Bill Mackay                     | Inspector Detective                | 12               |
| Lucy Wigmore             | Lillian "Lily" May Armfield     | Policía                            | 12               |
| Khan Chittenden          | Frank "the Little Gunman" Green | Criminal y Asesino                 | 11               |
| Richard Brancatisano     | Guido Calletti                  | Gánster y Primer esposo de Nellie  | 10               |
| John Batchelor           | Wally Tomlinson                 | Criminal y Socio de Kate           | 10               |

### Personajes recurrentes
| Actor                    | Personaje                           | Trabajo                               | N.º de Episodios |
| ------------------------ | ----------------------------------- | ------------------------------------- | ---------------- |
| Pippa Grandison          | Mona Woods                          | Cantante                              | 13               |
| David Willis             | Bill "The Octopus" Flanagan         | Criminal                              | 13               |
| Izzy Stevens             | Eileen Leigh                        | Hija de Kate Leigh                    | 13               |
| Kelly Anderson           | Peg                                 | -                                     | 12               |
| Adele Vuko               | Gwynnie                             | -                                     | 12               |
| Pacharo Mzembe           | Nigger                              | Gánster                               | 11               |
| Jake Ryan                | Ray "The Blizzard" Blissett         | Policía                               | 10               |
| Clint Foster             | Tom Kelly                           | Criminal y miembro de la Banda Razor  | 9                |
| Conrad Coleby            | Wharton "Syd" Thompson              | Policía                               | 8                |
| Rick Donald              | Barney Dalton                       | -                                     | 8                |
| Guy Edmonds              | Greg "The Gunman" Gaffney           | Socio de Kate                         | 8                |
| Guy Spence               | Sid "Kicker" Kelly                  | Criminal y miembro de la Banda Razor  | 8                |
| Emily Rose Brennan       | "Black" Aggie                       | -                                     | 7                |
| T.J. Power               | H. Len Jones                        | Reportero                             | 6                |
| Felix Williamson         | Phil "The Jew" Jeffs                | Gánster                               | 5                |
| Felix Jozeps             | Ernest Wilson                       | Gánster                               | 5                |
| Catherine Clavicic       | May Seckold                         | -                                     | 5                |
| William Upjohn           | Roy "The Butcher"                   | -                                     | 5                |
| Rel Hunt                 | William Archer                      | Gánster                               | 5                |
| John Bonaventura         | Luigi                               | -                                     | 5                |
| Kim Knuckey              | Fred Moffitt                        | -                                     | 5                |
| Anna Lawrence            | Irene Bruhn                         | Esposa de Norman                      | 4                |
| Matt Boesenberg          | John "Snowy" Cutmore                | Criminal                              | 4                |
| Arianwen Parkes-Lockwood | Dolly Green                         | Esposa de Frank                       | 4                |
| Tasman Palazzi           | Keith Bruhn                         | Hijo de Irene y Norman                | 4                |
| Rex Palazzi              | Noel Bruhn                          | Hijo de Irene y Norman                | 4                |
| Jessica De Gouw          | Edie McElroy                        | Oficial de Policía                    | 3                |
| Jeremy Lindsay Taylor    | Norman Bruhn                        | Criminal y Gánster                    | 3                |
| Lincoln Lewis            | Bruce Higgs                         | Socio de Kate                         | 3                |
| Troy Planet              | George "The Midnight Raper" Wallace | Criminal                              | 3                |
| Justin Rosniak           | Joseph "Squizzy" Taylor             | Criminal y Rival de Bruhn             | 2                |
| Caleb Alloway            | Keith Sullivan                      | Policía                               | 1                |
| Anthony Gee              | Syd Madsen                          | -                                     | 1                |
| Saskia Burmeister        | Ida Maddocks                        | Testigo del caso Darlinghurst Outrage | 1                |
| Adam Tuominen            | Frank "Razor Jack" Hayes            | Criminal y Gánster                    | 1                |
| Grant Garland            | Charles Connors                     | Gánster                               | 1                |
| Rob Mills                | Eric Connelly                       | Cantante de Jaz                       | 1                |
| Jessica Mauboy           | Gloria Starr                        | Cantante                              | 1                |
| Maha Wilson              | -                                   | Prostituta                            | 1                |
| Rachel Rowlatt           | Phyllis                             | Ama de Casa de los Devine             | 1                |
| Larry Writer             | -                                   | Empresario                            | -                |
| Mitchell Weight          | -                                   | Criminal de Darlinghurst              | -                |

## Episodios
La temporada de la serie contará con 13 episodios, como las series anteriores.

## Premios y nominaciones
| Año  | Categoría                                              | Premio               | Nominado (a)                                       | Resultado |
| ---- | ------------------------------------------------------ | -------------------- | -------------------------------------------------- | --------- |
| 2012 | Television Miniseries-Adaption                         | AWGIE Award          | Peter Gawler, Michaeley O’Brien y Felicity Packard | Pendiente |
| 2012 | Most Popular Actress                                   | Silver Logie Award   | Danielle Cormack                                   | Nominada  |
| 2012 | Most Popular New Talent                                | Silver Logie Award   | Chelsie Preston Crayford                           | Nominada  |
| 2012 | Most Popular New Female Actress                        | Silver Logie Award   | Anna McGahan                                       | Nominada  |
| 2012 | Most Outstanding Drama Series, Miniseries or Telemovie | Logie Award          | Underbelly: Razor                                  | Nominado  |
| 2012 | Most Outstanding New Talent                            | Graham Kennedy Award | Chelsie Preston Crayford                           | Ganó      |
| 2012 | Most Outstanding New Talent                            | Graham Kennedy Award | Anna McGahan                                       | Nominada  |
| 2012 | Most Popular Drama Series                              | Silver Logie Award   | Underbelly: Razor                                  | Nominado  |
| 2012 | Best TV Program                                        | AACTA Award          | Underbelly: Razor                                  | Nominado  |
| 2012 | Best Performance                                       | AACTA Award          | Jeremy Lindsay Taylor                              | Nominado  |

## Producción
Al inició en el 2010 se pensaba que habría una  cuarta temporada y que esta estaría basada en el trabajo del grupo policial Strike Fore Tuno, que investigó 12 presuntos delitos violentos en Sídney, 7 presuntos asesinatos, 3 sospechosos de asesinatos y 2 intentos de asesinatos. 
La cuarta temporada fue confirmada por la cadena Nine y saldrá al aire en el 2011.

## Tema Principal
La música de la serie es el tema "It's A Jungle Out There" de Burkhard Dallwitz, el tema ha salido en todas las temporadas de la serie, en Underbelly, Underbelly: A Tale of Two Cities y en Underbelly: The Golden Mile.